# ヒンドゥークシュ山脈
- ヒンドゥークシュ山脈
- ヒンドゥークシ山脈
- ヒンズークシ山脈

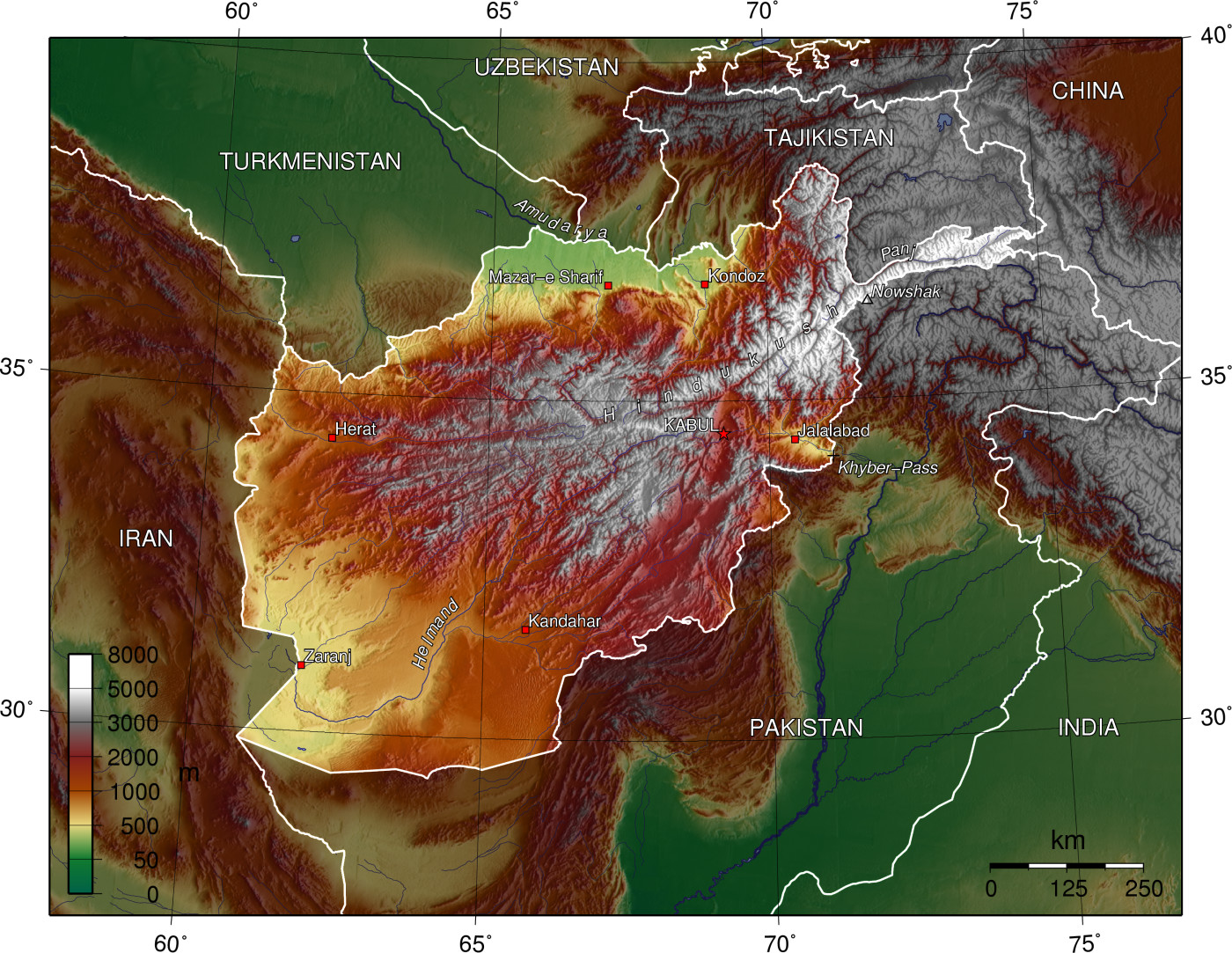
アフガニスタン国土の高度分布図 灰色に写っている部分は高度3000mを越えており、白が強くなるほど高度が上がる。この部分がほぼヒンドゥークシュ山脈に相当する

ヒンドゥークシュ山脈（ヒンドゥークシュさんみゃく、パシュトー語/ペルシア語：ھندوکُش）とは、主にアフガニスタン国内を北東から南西に1200kmにわたって延びる山脈。一部はパキスタン西部にも広がる。
クシュは山や山地を指すのでさらに山脈をつけるのは日本語の翻訳地名によくある慣例である。また、ヒンドゥークシュはペルシャ語で「インド人殺し」を意味する。これはインドからペルシャ方面に抜ける際に通るこの山脈の厳しい気候と地形から、多くの人間が遭難死してきたためである。
ヒンズークシ山脈、ヒンドゥークシ山脈とも表記される。

## 概要
この山脈は単一ではなく、最大幅500kmにわたる山地となっており、アフガニスタンの首都カーブルも山脈を区切る幅の広い盆地に位置している。北東部ではタジキスタン領内のパミール高原（ゴルノ・バダフシャン自治州）やインド・パキスタン間で帰属に問題があるカシミールに接し、ヒンドゥ・ラジ山脈を経てヒマラヤ山脈の西端であるカラコルム山脈西部とつながっている。2つの山脈が接する東経74度の地点にはバツーラ氷河の源流がある。ヒンドゥークシュ山脈は南西に延びていくにしたがって複数の支脈に分かれていく。いずれもカンダハル平原が南西の端となっている。
最高峰はティリチミール（7708m）。7000m以上の峰としては、ノシャック（7492m）、イストルオナ（7398m）、サラグラル（7349m）などが際立つ。
急峻な地形ゆえ、山脈周辺では土砂災害も発生する。1971年7月下旬にはケンジャン峠付近で発生した地すべりが集落を押しつぶし、1000人以上が死亡している。
ヒンドゥークシュ山脈は、南アジアのインダス川流域と中央アジアのアムダリヤ川流域の境界を形成している。雪と氷からの溶けた水は、中央アジアの主要な河川システムに供給され、アムダリヤ川、ヘルマンド川（アフガニスタン南部とイランのシスタン盆地のハームーン湖の主要な水源である）、カーブル川（Kabul River=インダス川の主要な支流）をなす。

## 交通
ヒンドゥークシュ山脈は古来から東西南北の交通の障害となってきた。このため重要な峠が点在する。中央アジアとインドを結ぶ峠道が多数あり、ハワク峠 （3548m）はアレクサンドロス3世（大王）やティムールが通過している。シバル峠（2978m）、サラン峠（3363m） はカーブルと中央アジアのマザーリシャリーフを結ぶ重要な道路が通る。
国際道路であるアジアハイウェイ（AH-1）は、イランのテヘランを経由し、西からアフガニスタン国内に入る。しかし、ヘラートの町でヒンドゥークシュ山脈にぶつかる。そのためハイウェーは南に向きを変え、ギリシュクとカンダハールを通ったあと、北東に進み山脈内の谷間を抜けてカーブルに到達する。その後、東のカイバル峠を越えてパキスタン国内に入る。

## 産業
標高が高く森林限界に近いため、樹木はほとんど見られない。鉱物資源が発見されているものの交通路がないために開発が進んでいない。